# Oßmannstedt
Oßmannstedt è un comune di 1.291 abitanti della Turingia, in Germania.
Appartiene al circondario (Landkreis) del Weimarer Land (targa AP) ed è parte della comunità amministrativa (Verwaltungsgemeinschaft) di Ilmtal-Weinstraße.